# Budapest V. kerülete
Budapest V. kerülete (a kerületi önkormányzat által megállapított összefoglaló néven: Belváros-Lipótváros) a főváros szíve, sok tekintetben Budapest, illetve Magyarország közigazgatási, hivatali, kereskedelmi és turisztikai központja. A város legrégebbi kerületei közé tartozik, és különösen fontos szerepet játszott Budapest fejlődésében. Budapest 1873-as egyesítése után kezdett igazán virágozni, a 19. század végére pedig Lipótváros a gazdag polgárság illetve a kormányzat központjává vált. Itt található számos történelmi épület, beleértve az Országházat, a Szent István-bazilikát és a Lánchídat, melyek az ország legikonikusabb épületeinek számítanak.
A kerület Budapest és Magyarország gazdasági, politikai és kulturális központja. Itt találhatóak a kormányzati épületek, a bankok és a nemzetközi vállalatok központjai, így Lipótváros az üzleti élet egyik legforgalmasabb helye. Emellett a Váci utca és környéke a város egyik legfrekventáltabb bevásárló- és turisztikai központja, ahol elegáns üzletek, éttermek és kávézók sorakoznak.
Annak ellenére, hogy a kerület erősen urbanizált, több nevezetes tér és zöldterület található itt, mint például a Kossuth tér, melyet sokan csak a „nemzet főterének” neveznek, vagy a Duna partján húzódó sétányok, amelyek kedvelt kikapcsolódási helyszínek.
A közlekedés szempontjából kiválóan ellátott, hiszen itt halad át több metróvonal (M1, M2, M3), valamint számos busz- és villamosjárat. Emellett a Duna közelsége révén hajóközlekedés is elérhető, ami tovább növeli a kerület elérhetőségét és fontosságát.

## Fekvése
A pesti oldal központi  kerülete. Északról a XIII. kerület, keletről a VI. kerület, a VII. kerület és a VIII. kerület, délről Budapest IX. kerülete, végül nyugatról a Duna folyó, illetve azáltal a XI. kerület, az I. kerület és a II. kerület határolja.

## Városrészek
Az V. kerület 1950 óta Budapest két városrészét foglalja magába: a Deák Ferenc utcától északra a Lipótváros, attól délre pedig a Belváros, Pest történelmi városmagja található.

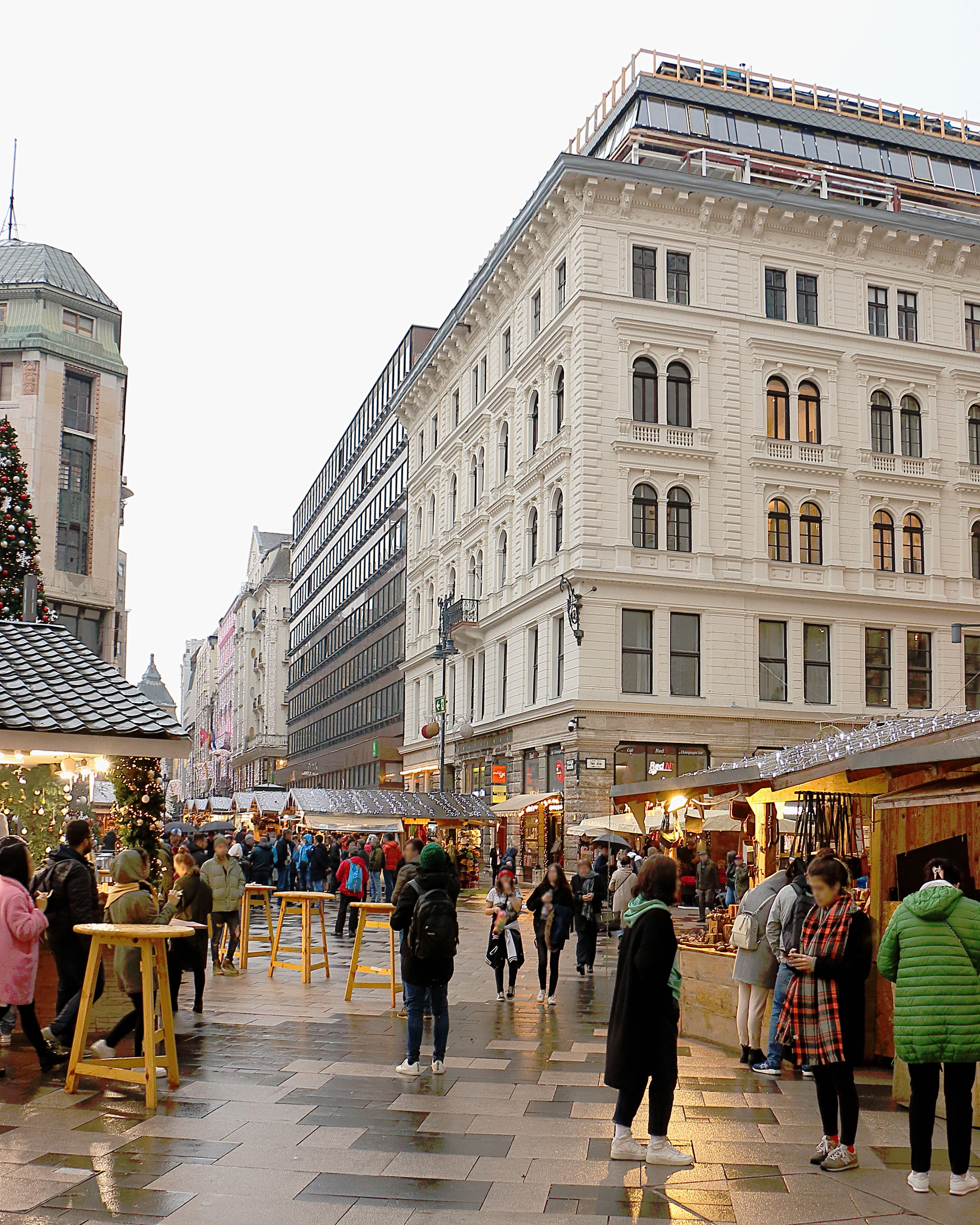
Karácsonyi vásár 2019-ben

Az V. kerület 1950 előtt a Lipótvárosból és az Újlipótvárosból állt, a Belváros pedig a külön IV. kerületet alkotta. Hozzá tartozott még 1938-ig (a XIII. kerület megalakulásáig) a Vizafogó, az egykori Kikötődűlő (a Váci út és a Duna közötti terület egészen Újpest határáig, amit ma Angyalföld részének tekintenek) és a Népsziget is.

## Földrajz
Budapest, Magyarország fővárosa, a Duna két partján fekszik, és huszonhárom kerületből áll. Az V. kerület, azaz Belváros-Lipótváros, Budapest központi kerülete, amely gazdasági, kulturális és turisztikai szempontból kiemelkedő jelentőségű. 
Az V. kerület a Duna bal partján helyezkedik el, a folyó a nyugati határa. Északon a XIII. kerülettel (Angyalföld), észak-keleten a VI. kerülettel (Terézváros), keleten a VII. kerülettel (Erzsébetváros) és a VIII. kerülettel (Józsefváros), délen pedig a IX. kerülettel (Ferencváros) határos. Az V. kerület központi elhelyezkedése miatt könnyen megközelíthető a város többi része felől.
Az V. kerület mindössze 2,6 négyzetkilométer, ezzel Budapest legkisebb kerülete. Sík felszíne és a Duna közelsége miatt a terület napjainkban is folyamatosan árvízveszélynek van kitéve, ezért a városfejlesztés során a folyó közelségét figyelembe véve alakították ki a védműveket és ahhoz igazodva engedélyezték a terület beépítését. 
Az V. kerület területén a Duna folyó mellett több kisebb park és zöld terület is található, amelyek lehetőséget biztosítanak a pihenésre és a szabadidős tevékenységekre. A legismertebb zöldterület a Kossuth Lajos tér, ahol a Parlament épülete is áll, valamint a Szabadság tér, ahol szintén találhatóak zöldfelületek. 
Budapest éghajlata kontinentális, ami azt jelenti, hogy a nyarak melegek és szárazak, míg a telek hidegek és csapadékosak. Az V. kerület városi elhelyezkedése miatt a hőmérséklet gyakran magasabb, mint a külvárosi területeken, ami a beton- és aszfaltfelületek hőszigetelő hatásának tudható be. 
Budapest V. kerülete, mint a főváros szíve, gazdag történelmi és kulturális örökséggel rendelkezik. Földrajzi elhelyezkedése, sík területe és a Duna közelsége nemcsak a városi élet szempontjából fontos, hanem jelentős hatással van a kerület fejlődésére és élhetőségére is. Az V. kerület nemcsak Budapest, hanem az egész ország egyik legfontosabb és leglátogatottabb része, amely folyamatosan vonzza a turistákat és a helyi lakosokat egyaránt. 

## Története
A Belváros, illetve a régi Pest alapja a 11. század elején keletkezett, kereskedőtelepülés volt. Középkori fejlődésének csúcspontját Mátyás király uralkodása alatt, a 15. században érte el. A várost ekkor még városfal vette körül, amelyen három kapun (a Váci, a Kecskeméti és a Hatvani kapun) keresztül lehetett bejutni. A török uralom alatt (1541–1686) a város majdnem teljes egészében elpusztult, de Buda visszafoglalása után Pest is rohamos fejlődésnek indult. Ekkor létesültek különböző települések a városfalon kívül (Teréz-, József-, Ferenc-, Lipótváros), és ennek következménye lett a városfal lebontása, illetve a Belváros elnevezés használata. 1838-ban hatalmas árvíz pusztított Pesten, jelentős károkat okozva.
Budapest 1873-ban született meg Pest, Buda és Óbuda egyesítésével. Ezután épült a Belvároshoz közvetlenül kapcsolódó Szabadság és Erzsébet híd, ekkor alakult ki a Dunakorzó is.
Az egyesített várost eredetileg tíz kerületre osztották, melyek közül a Belváros a IV., a Duna és a Váci út között a Belváros határától egészen Újpest határáig nyúló Lipótváros pedig az V. sorszámot kapta. Az V. kerület északi határa 1930-tól a Dráva utca lett, az ezen túli rész az új XIII. kerülethez került. 1950-ben a Szent István körúttól északra fekvő Újlipótvárost is a XIII. kerülethez csatolták, az addig a IV. kerületet képező Belvárost viszont az V. kerülethez, így alakultak ki mai határai. Ugyanakkor a felszabaduló IV. sorszámot megkapta az északon újonnan létrehozott kerület.

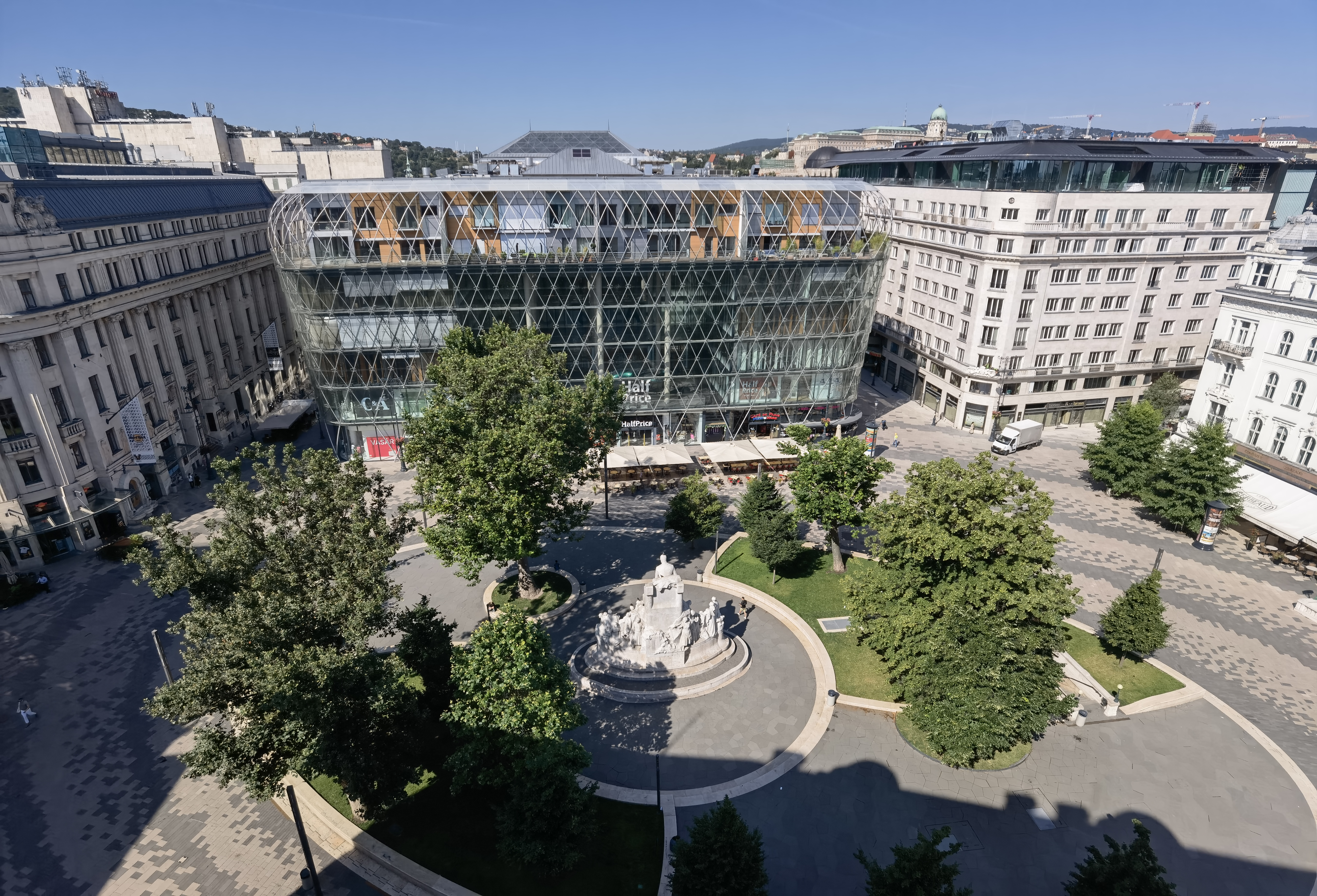
A Vörösmarty tér napjainkban

## Politika

### Polgármesterei
| Ciklus    | Név                     | Jelölő szervezet(ek) | Megjegyzés |
| --------- | ----------------------- | -------------------- | ---------- |
| 1990–1994 | Mihályi Gábor           | SZDSZ                |            |
| 1994–1998 | Karsai Károly           | Fidesz-KDNP-MDF      |            |
| 1998–2002 | Karsai Károly           | Fidesz-FKGP-MDF-MDNP |            |
| 2002–2006 | Steiner Pál             | MSZP-SZDSZ           |            |
| 2006–2010 | Rogán Antal             | Fidesz-KDNP          |            |
| 2010–2014 | Rogán Antal             | Fidesz-KDNP          |            |
| 2014–2019 | Szentgyörgyvölgyi Péter | Fidesz-KDNP          |            |
| 2019–2024 | Szentgyörgyvölgyi Péter | Fidesz-KDNP          |            |
| 2024–     | Szentgyörgyvölgyi Péter | Fidesz-KDNP          |            |

### A 2024-es önkormányzati választás eredménye
- A polgármester-választás eredménye[12]

| Jelölt neve             | Jelölő szervezet(ek) | Jelölő szervezet(ek)                                  | Szavazatok száma | Szavazatok aránya |
| ----------------------- | -------------------- | ----------------------------------------------------- | ---------------- | ----------------- |
| Szentgyörgyvölgyi Péter |                      | Fidesz – KDNP                                         | 5676             | 54,20%            |
| Juhász Péter            |                      | Momentum – DK – MMN – Nép Pártján – Párbeszéd- ZÖLDEK | 4361             | 41,64%            |
| Mázló Imre              |                      | Független                                             | 244              | 2,33%             |
| Schmuck Andor           |                      | MIÉNK A BELVÁROS egyesület                            | 192              | 1,83%             |
| Összesen                |                      |                                                       | 10 473           | 100%              |

- A polgármester-választás eredménye[13]

| Párt | Párt                                                  | Mandátumok | Képviselő-testület | Képviselő-testület | Képviselő-testület | Képviselő-testület | Képviselő-testület | Képviselő-testület | Képviselő-testület | Képviselő-testület | Képviselő-testület |
| ---- | ----------------------------------------------------- | ---------- | ------------------ | ------------------ | ------------------ | ------------------ | ------------------ | ------------------ | ------------------ | ------------------ | ------------------ |
|      | Fidesz – KDNP                                         | 8          | P                  |                    |                    |                    |                    |                    |                    |                    |                    |
|      | Momentum – DK – MMN – Nép Pártján – Párbeszéd- ZÖLDEK | 4          |                    |                    |                    |                    |                    |                    |                    |                    |                    |

## Népesség
Az V. kerület lakónépessége 2022. október 1-jén 21 931 fő volt, ami Budapest össznépességének 1,3%-át tette ki. A 2011-es népszámlálás óta 3279 fővel csökkent a kerület lakosság száma. Ebben az évben az egy km²-re jutó lakók száma, átlagosan 8468 ember volt. Az V. kerület népesség korösszetétele igen kedvezőtlen. 2022-ben a kerület lakónépességének a 8%-a 14 évnél fiatalabb, míg a 65 éven felülieké 22% volt. 2022-ben a férfiaknál 78, a nőknél 82,8 év volt a születéskor várható átlagos élettartam. A legmagasabb befejezett iskolai végzettség szerint a diplomával rendelkezők élnek a legtöbben a kerületben 10 239 fő, utánuk következő nagy csoport az érettségi végzettséggel rendelkezők 6456 fővel. 2022-ben a 6 évnél idősebb népesség 91%-nál volt internet elérési lehetősége. A népszámlálás adatai alapján a kerület lakónépességének 47,4%-a, mintegy 10 394 személy vallotta magát valamely kisebbséghez tartozónak. A kisebbségek közül ukrán, német és kínai nemzetiségűnek vallották magukat a legtöbben.
A 19. század utolsó harmadától a V. kerület lakosságszáma minimálisan növekedett, egészen 1941-ig. A második világháború következtében a kerület a lakosságának a 13%-át veszítette el. Az 50-es években ugrásszerűen megnőtt a kerület népessége, a legtöbben 1960-ban éltek a kerületben 65 867 fő. A 60-as évektől, egészen napjainkig csökken a kerület népességszáma, ma már kevesebben laknak az V. kerületben, mint 1870-ben.
A 2022-es népszámlálási adatok szerint a magukat vallási közösséghez tartozónak valló V. kerületiek túlnyomó többsége római katolikusnak tartja magát. Emellett jelentős egyház a kerületben, még a református.

### Iskolai végzettség
| Iskolai végzettség                | Iskolai végzettség               | Iskolai végzettség | Iskolai végzettség | Iskolai végzettség |
| --------------------------------- | -------------------------------- | ------------------ | ------------------ | ------------------ |
|                                   |                                  |                    |                    | fő                 |
| Általános iskolát nem végezte el  | Általános iskolát nem végezte el |                    | 1119               | 1119               |
| Általános iskola                  | Általános iskola                 |                    | 1963               | 1963               |
| Szakmunkás                        | Szakmunkás                       |                    | 1313               | 1313               |
| Érettségi                         | Érettségi                        |                    | 6456               | 6456               |
| Diploma                           | Diploma                          |                    | 10239              | 10239              |
| A 2022. évi népszámlálás szerint. |                                  |                    |                    |                    |

A 2001-es népszámlálási adatok alapján, az V. kerületben a legmagasabb befejezett iskolai végzettség szerint az érettségi végzettséggel rendelkezők éltek a legtöbben 9213 fővel. Második legnagyobb csoport a diplomával rendelkezőek voltak 7490 fővel, utánuk következett az általános iskolai végzettséggel rendelkezők 6767 fővel, az általános iskolai végzettséggel nem rendelkezők 2854 fővel, végül a szakmunkások 1698 fővel.
A 2011-es népszámlálási adatok alapján, a V. kerületben a legmagasabb befejezett iskolai végzettség szerint a diplomával rendelkezők éltek a legtöbben 9787 fővel. Második legnagyobb csoport az érettségi végzettséggel rendelkezőek voltak 8170 fővel, utánuk következett az általános iskolai végzettséggel rendelkezők 3456 fővel, a szakmunkás végzettségűek 1686 fővel, végül az általános iskolai végzettséggel nem rendelkezők 1174 fővel.
A 2022-es népszámlálási adatok alapján, a V. kerületben a legmagasabb befejezett iskolai végzettség szerint a diplomával rendelkezők éltek a legtöbben 10 239 fővel. Második legnagyobb csoport az érettségi végzettséggel rendelkezőek voltak 6456 fővel, utánuk következett az általános iskolai végzettséggel rendelkezők 1963 fővel, a szakmunkás végzettséggel rendelkezők 1313 fővel, végül az általános iskolai végzettséggel nem rendelkezőek 1119 fővel.

### Etnikai összetétel
A 2001-es népszámlálás adatok szerint a kerület lakossága 28 948 fő volt, ebből 26 728 fő magyarnak vallotta magát. A kerület lakosságának a 12,4%-a vallotta magát valamely kisebbséghez tartozónak. Magyar állampolgársággal rendelkező nemzetiségiek száma 2529 fő, míg a magyar állampolgársággal nem rendelkezők száma 1045 fő volt. Az első három legnagyobb nemzetiségi csoport a kerületben a német (555 fő), cigány (361 fő) és a román (155 fő) volt. A cigányok aránya a népszámlálásokban szereplőnél lényegesen magasabb, akár három négyszerese is lehet.
A 2011-es népszámlálás adatok szerint a kerület lakossága 25 210 fő volt, ebből 18 201 fő magyarnak vallotta magát. A kerület lakosságának a 19,9%-a vallotta magát valamely kisebbséghez tartozónak. Magyar állampolgársággal rendelkező nemzetiségiek száma 3016 fő, míg a magyar állampolgársággal nem rendelkezők száma 1998 fő volt. Az első három legnagyobb nemzetiségi csoport a kerületben a német (584 fő), cigány (238 fő) és az orosz (151 fő) volt. 10 év alatt a legjelentősebben az örmények száma nőtt.
A 2022-es népszámlálás adatok szerint a kerület lakossága 21 931 fő volt, ebből 14 057 fő magyarnak vallotta magát. A kerület lakosságának a 47,4%-a vallotta magát valamely kisebbséghez tartozónak. Magyar állampolgársággal rendelkező nemzetiségiek száma 5234 fő, míg a magyar állampolgársággal nem rendelkezők száma 5160 fő volt. Az első három legnagyobb nemzetiségi csoport a kerületben az ukrán (736 fő), német (619 fő) és a kínai (441 fő) volt. 11 év alatt a legjelentősebben az ukránok, kínaiak és az oroszok száma nőtt.

### Vallási összetétel
V. kerület lakóinak vallási összetétele 2022-ben
A 2001-es népszámlálási adatok alapján, az V. kerületben a lakosság több mint fele (68,6%) kötődik valamelyik vallási felekezethez. A legnagyobb vallás a kerületben a kereszténység, melynek legelterjedtebb formája a katolicizmus (48,9%). A katolikus egyházon belül a római katolikusok száma 13 688 fő, míg a görögkatolikusok 469 fő. A kerületben népes protestáns közösségek is élnek, főleg reformátusok (3653 fő) és evangélikusok (849 fő). A zsidó vallási közösséghez tartózók száma 559 fő. Az ortodox kereszténység inkább az országban élő egyes nemzeti kisebbségek (oroszok, ukránok, románok, szerbek, görögök) felekezetének számít, számuk elenyésző az egész kerületi lakosságához képest (172 fő). Szerte a kerületben számos egyéb kisebb keresztény egyházi közösség működik. Jelentős a száma azoknak a kerületben, akik vallási hovatartozásukat illetően nem kívántak válaszolni (14,7%). Felekezeten kívülinek a kerület lakosságának 16,8%-a vallotta magát.
A 2011-es népszámlálás adatai alapján, a V. kerületben a lakosság kevesebb mint fele (42,1%) kötődik valamelyik vallási felekezethez. Az elmúlt tíz év alatt a kerületi lakosság vallási felekezethez tartozása jelentősen csökkent, ennek egyik oka, hogy sokan nem válaszoltak. A legnagyobb vallás a kerületben a kereszténység, melynek legelterjedtebb formája a katolicizmus (29,5%). Az elmúlt tíz év alatt, a katolikus valláshoz tartozók száma 19,4%-kal esett vissza. A katolikus egyházon belül a római katolikusok száma 7424 fő, míg a görögkatolikusok 188 fő. A kerületben népes protestáns közösségek is élnek, főleg reformátusok (1934 fő) és evangélikusok (436 fő). A zsidó vallási közösséghez tartózók száma 316 fő. Az ortodox kereszténység inkább az országban élő egyes nemzeti kisebbségek (oroszok, ukránok, románok, szerbek, görögök) felekezetének számít, számuk elenyésző az egész kerületi lakosságához képest (111 fő). A buddhista vallási közösséghez tartozók száma 90 fő. A muszlim vallási közösséghez tartozók száma 70 fő. Összességében elmondható, hogy az elmúlt tíz év során minden egyházi felekezetekhez tartozók száma jelentősen csökkent. Jelentős a száma azoknak a kerületben, akik vallási hovatartozásukat illetően nem kívántak válaszolni (39,9%), tíz év alatt a számuk megduplázódott. Felekezeten kívülinek a kerület lakosságának 17%-a vallotta magát.
A 2022-es népszámlálás adatai alapján, az V. kerületben a lakosság kevesebb mint a fele (32,6%) kötődik valamelyik vallási felekezethez. Az elmúlt tizenegy év alatt a kerületi lakosság vallási felekezethez tartozása jelentősen csökkent, ennek egyik oka, hogy sokan nem válaszoltak. A legnagyobb vallás a kerületben a kereszténység, melynek legelterjedtebb formája a katolicizmus (22,1%). Az elmúlt tizenegy év alatt, a katolikus valláshoz tartozók száma 7,4%-kal esett vissza. A katolikus egyházon belül a római katolikusok száma 4538 fő, míg a görögkatolikusok 190 fő. A kerületben népes protestáns közösségek is élnek, főleg reformátusok (1246 fő) és evangélikusok (326 fő). Az ortodox kereszténység inkább az országban élő egyes nemzeti kisebbségek (oroszok, ukránok, románok, szerbek, görögök) felekezetének számít, számuk elenyésző az egész kerületi lakosságához képest (218 fő). A muszlim vallási közösséghez tartozók száma 204 fő. A zsidó vallási közösséghez tartózók száma 123 fő. A buddhista vallási közösséghez tartozók száma 80 fő. Összességében elmondható, hogy az elmúlt tizenegy év során az ortodox, görögkatolikus és a muszlim egyházon kívül, minden más egyházi felekezetekhez tartozók száma jelentősen csökkent. Jelentős a száma azoknak a kerületben, akik vallási hovatartozásukat illetően nem kívántak válaszolni (50,8%). Felekezeten kívülinek a kerület lakosságának 14,9%-a vallotta magát.

## Gazdaság
V. kerületi székhellyel rendelkező legnagyobb 20 vállalat nettó árbevétel alapján.
| Rangsor | Vállalat                                        | Nettó árbevétel (Mrd Ft) 2021 | Alkalmazottak | Főtevékenység                                 |
| ------- | ----------------------------------------------- | ----------------------------- | ------------- | --------------------------------------------- |
| 1       | OTP Bank Nyrt.                                  | 819,1                         | -             | Egyéb monetáris közvetítés                    |
| 2       | Fluor Consultants B.V. Magyarországi Fióktelepe | 758,6                         | 1             | Mérnöki tevékenység, műszaki tanácsadás       |
| 3       | PORR Bau GmbH Magyarországi Fióktelepe          | 549,7                         | -             | Híd, alagút építése                           |
| 4       | Uniper Hungary Kft.                             | 480,3                         | 35            | Villamosenergia-termelés                      |
| 5       | Röhm GmbH Magyarországi Fióktelepe              | 329,9                         | -             | Vegyi áru nagykereskedelem                    |
| 6       | Merkantil Bank Zrt.                             | 239,9                         | 335           | Egyéb hitelnyújtás                            |
| 7       | Notino, s.r.o. Magyarországi Fióktelepe         | 204,1                         | 34            | Iparcikk jellegű bolti vegyes kiskereskedelem |
| 8       | BENETTON GROUP S.R.L. Magyarországi Fióktelepe  | 202,4                         | -             | Ruházati kiskereskedelem                      |
| 9       | Pannonia Bio Zrt.                               | 162,1                         | 385           | Szerves vegyi alapanyag gyártása              |
| 10      | UniCredit Bank Zrt.                             | 148,6                         | 66            | Egyéb monetáris közvetítés                    |
| 11      | MKB Nyrt.                                       | 126,1                         | -             | Egyéb monetáris közvetítés                    |
| 12      | OTP Jelzálogbank Zrt.                           | 82,6                          | -             | Egyéb hitelnyújtás                            |
| 13      | Cadence Design Systems Kft.                     | 73,7                          | 2             | Egyéb információs szolgáltatás                |
| 14      | Atlas Pharma Kft.                               | 70,6                          | 23            | Vegyestermékkörű nagykereskedelem             |
| 15      | IREM S.p.A. Magyarországi Fióktelepe            | 65,1                          | 41            | Egyéb épületgépészeti szerelés                |
| 16      | Global Solutions Entertainment Kft.             | 58,6                          | 6             | Vegyestermékkörű nagykereskedelem             |
| 17      | H & M Hennes & Mauritz Kft.                     | 54,5                          | 1 112         | Ruházati kiskereskedelem                      |
| 18      | PORR AG Magyarországi Fióktelepe                | 49,3                          | -             | Út, autópálya építése                         |
| 19      | METAL HUNGÁRIA HOLDING Zrt.                     | 49                            | 224           | Lakó- és nem lakó épület építése              |
| 20      | MFB Zrt.                                        | 46,3                          | 403           | Egyéb monetáris közvetítés                    |

## Közlekedés

### Metróállomások a kerületben
| Vonal | Állomás neve      | Megnyitás időpontja                                | Átszállási kapcsolatok |
| ----- | ----------------- | -------------------------------------------------- | --- |
|       | Arany János utca  | 1981. december 30.                                 | 72 9 914, 914A, 931, 950, 950A |
|       | Astoria           | 1970. április 3.                                   | 47, 48, 49 74 5, 7, 8E, 9, 15, 100E (csak hajnalban), 108E, 110, 112, 133E 907, 907A, 908, 909, 909A, 914, 914A, 916, 931, 931A, 950, 950A, 956, 973, 973A, 979, 979A, 990 |
|       | Deák Ferenc tér   | 1896. május 3. 1970. április 3. 1976. december 31. | 47, 48, 49 9, 16, 100E, 105, 178, 216 909, 909A, 914, 914A, 916, 931, 931A, 950, 950A, 979, 979A, 990                                                                      |
|       | Ferenciek tere    | 1976. december 31.                                 | 2, 2B, 23 5, 7, 8E, 15, 108E, 110, 112, 133E 907, 908, 956, 973, 973A |
|       | Fővám tér         | 2014. március 28.                                  | 2, 2B, 23, 47, 48, 49 83 15 934 (hétvége hajnalban), 979, 979A |
|       | Kálvin tér        | 1976. december 31. 2014. március 28.               | 47, 48, 49 72, 83 9, 15, 100E 909, 909A, 914, 914A, 934 (hétvége hajnalban), 950, 950A, 979, 979A                                                                          |
|       | Kossuth Lajos tér | 1972. december 22.                                 | 2, 2B, 23 70, 78 15 |
|       | Vörösmarty tér    | 1896. május 3.                                     | 2, 2B, 23 15 |

## Fontosabb épületek
- Országház
- Magyar Tudományos Akadémia
- Gresham-palota
- Pesti Vigadó

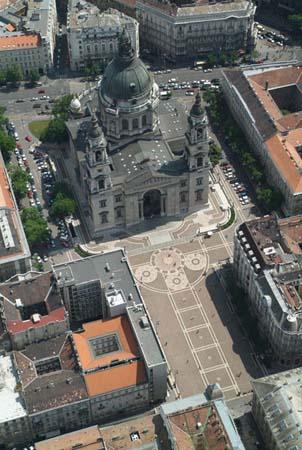
Szent István-bazilika
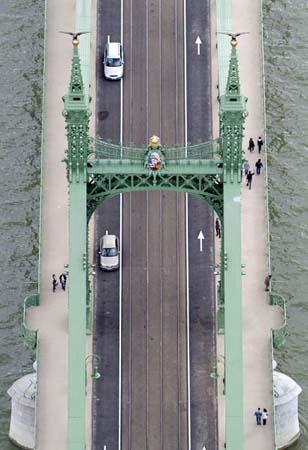
A Szabadság híd
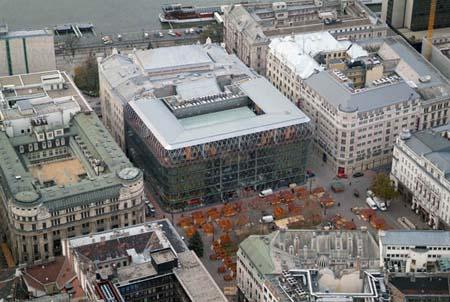
Vörösmarty tér
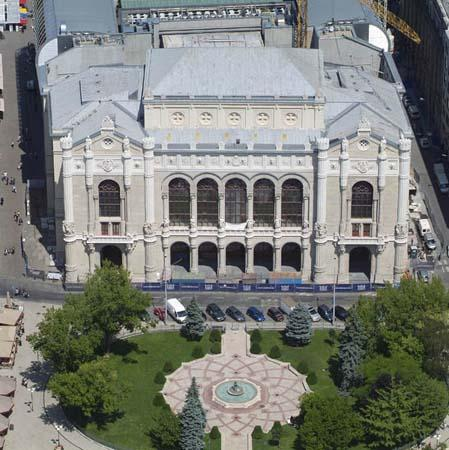
A Pesti Vigadó

- Magyar Nemzeti Bank
- Gerbeaud-ház
- Agrárminisztérium
- Belügyminisztérium
- Tőzsdepalota
- Néprajzi Múzeum
- Postatakarékpénztár
- Amerikai Nagykövetség
- Deák téri evangélikus templom
- Igazságügyi és Rendészeti Minisztérium
- Büntetés-végrehajtás Országos Parancsnoksága
- Párizsi udvar
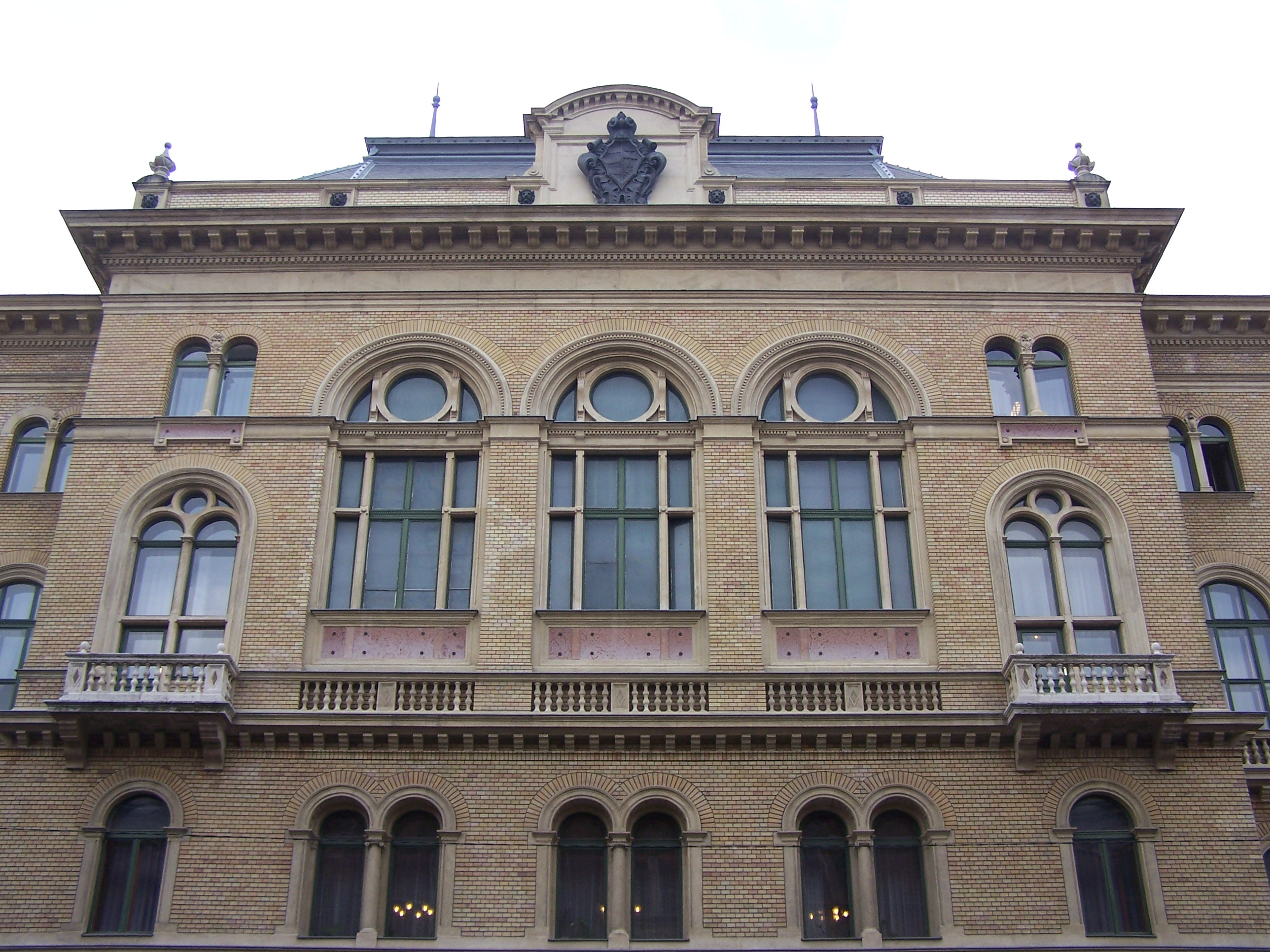
A Fővárosi Törvényszék épülete
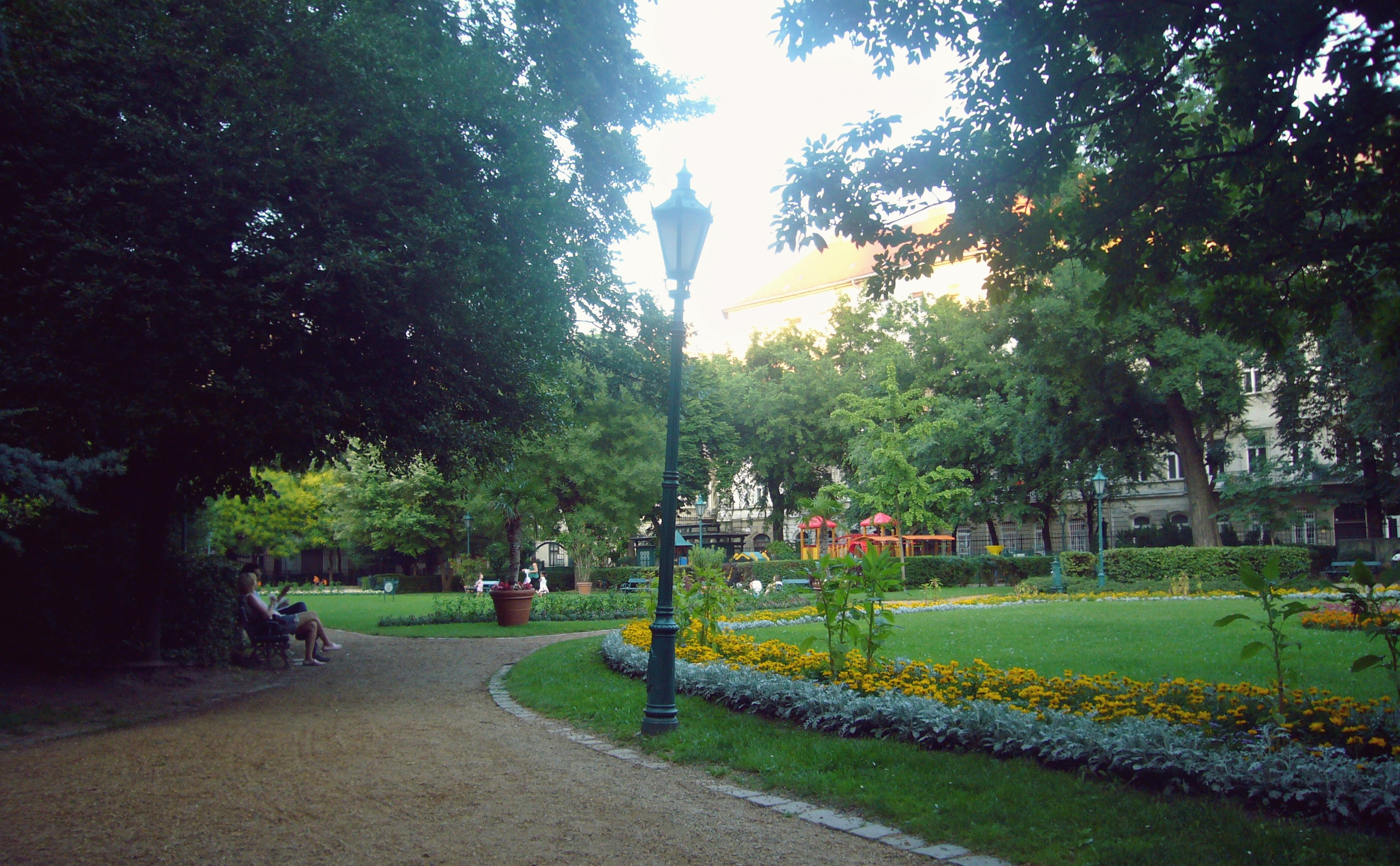
Károlyi-kert
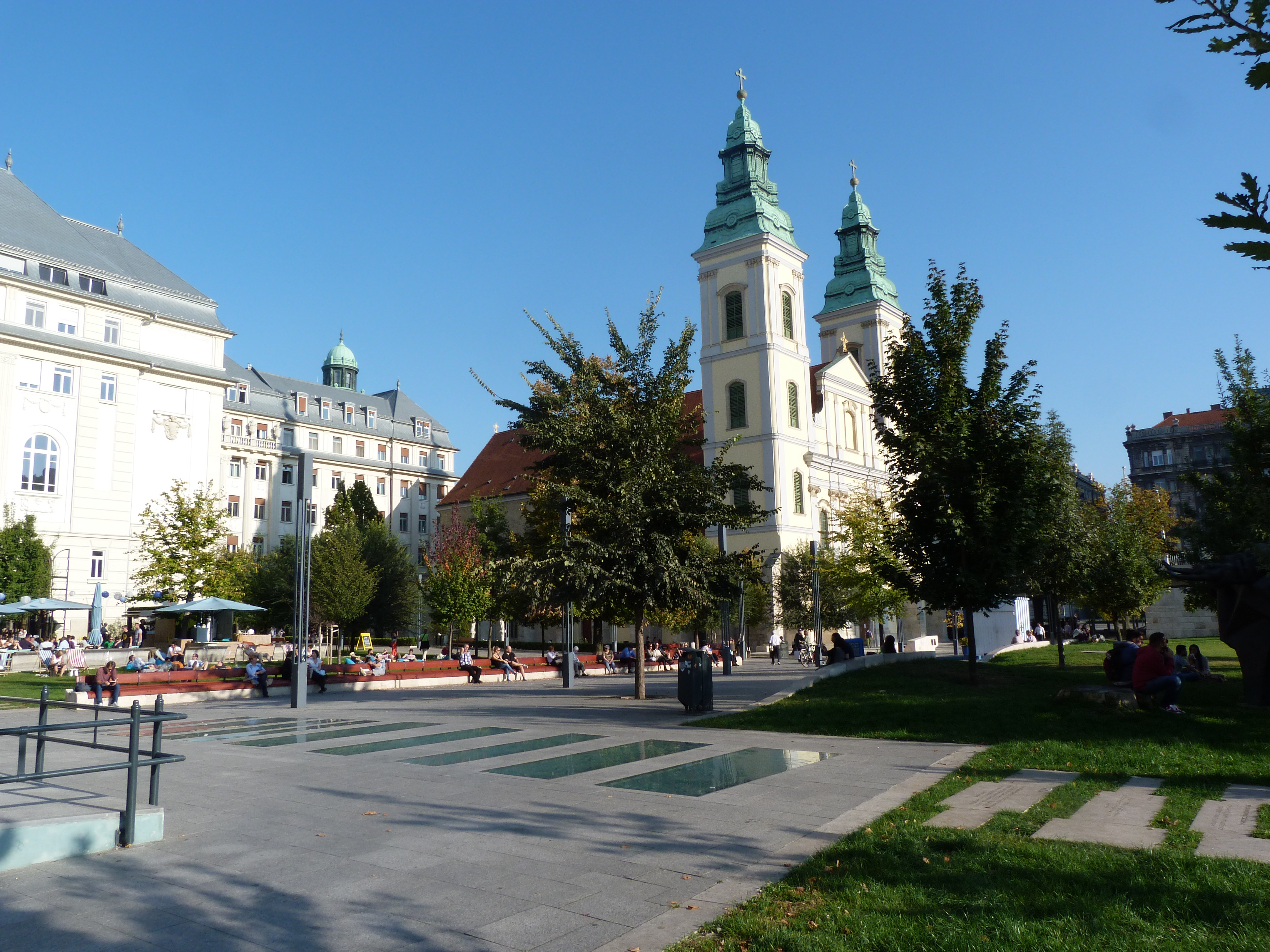
Belvárosi plébániatemplom (Budapest)
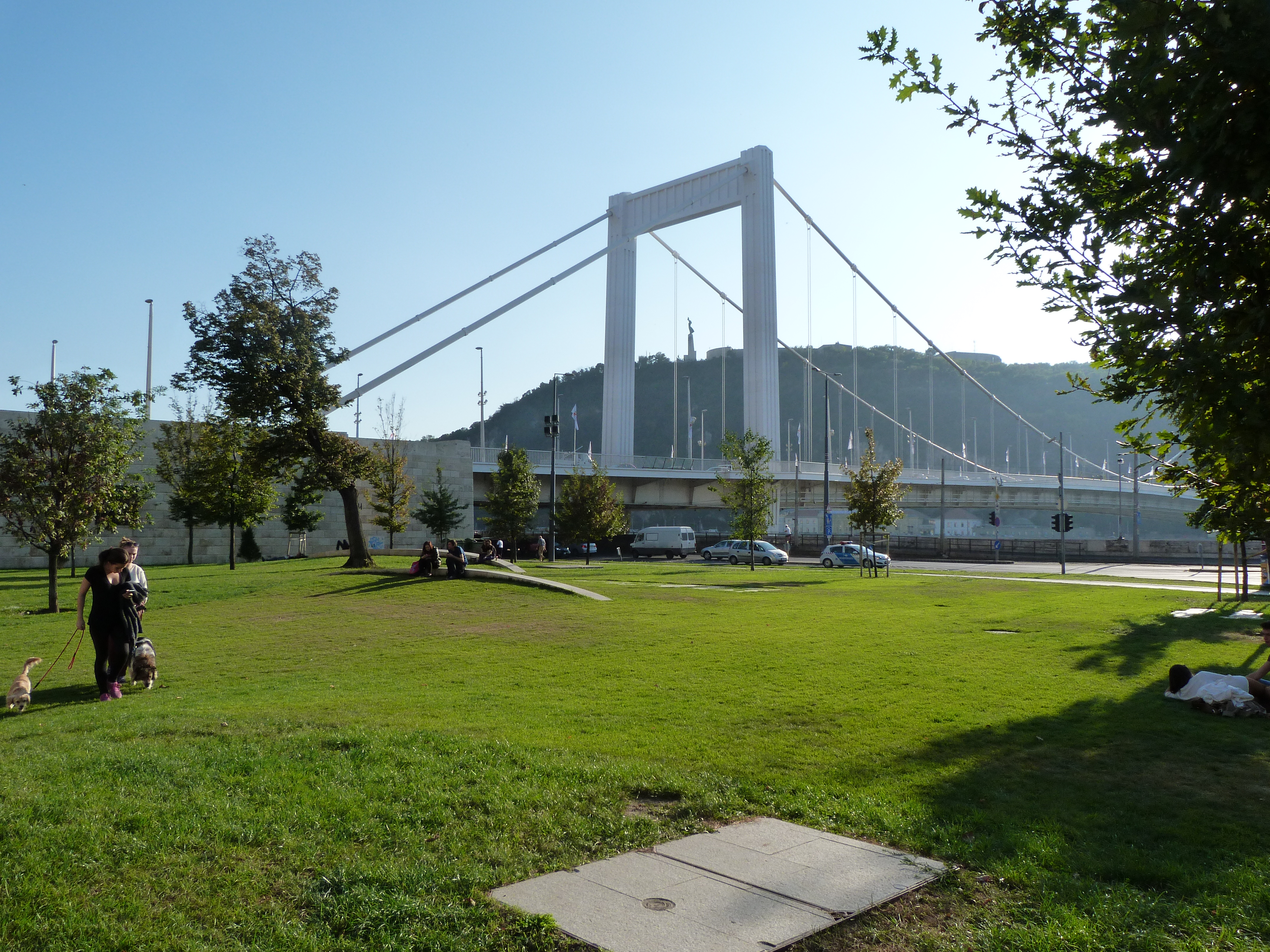
Erzsébet híd

- Belvárosi Szent Anna-plébániatemplom
- Budapesti Gazdaságtudományi Egyetem
- Istenszülő elhunyta Nagyboldogasszony-székesegyház
- Unitárius templom és székház (Budapest)
- Unger-ház

## Egyéb nevezetességek
- Batthyány-örökmécses
- Széchenyi lánchíd
- Margit híd
- Erzsébet híd
- Váci utca
- Vigadó tér
- Dunakorzó
- Vörösmarty tér

## Kerületi média
- City Kábel TV
- Mai Belváros (a kerületi önkormányzat kéthetente megjelenő ingyenes újsága)

## Fontosabb közterületek, közutak
| - Kiskörút - József Attila utca |  | - Kossuth Lajos tér - Deák Ferenc tér (egy része) |  | - Jászai Mari tér (egy része) - Nyugati tér (egy része) |  | - Szabadság tér (az Újépület helyén) - a Szent István körút páratlan oldala - Váci utca |

## Belváros-Lipótváros testvérvárosai
Budapest V. kerületének tíz élő testvérvárosi kapcsolata van:
- Topolya, Szerbia
- Berlin IV. kerülete (Charlottenburg-Wilmersdorf), Németország[29]
- Jereván, Örményország[30]
- Gyergyószentmiklós, Románia
- Krakkó I. kerülete, Lengyelország
- Mondragone, Olaszország
- Prága II. kerülete, Csehország
- Rahó, Ukrajna
- Rozsnyó, Szlovákia
- Torockó, Románia